# Isaac Todhunter
Isaac Todhunter (Rye, 23 de noviembre de 1820 - Cambridge, 1 de marzo de 1884) fue un matemático inglés.

## Biografía
Su padre, George Todhunter, era un ministro inconformista. Fue educado en Hastings, donde su madre abrió una escuela tras la muerte de su padre en 1826. Se convirtió en asistente de maestro en una escuela de Peckham al mismo tiempo que asistía a clases nocturnas en el University College de Londres. En 1842 obtuvo una beca matemática y se graduó como Bachelor of Arts en la Universidad de Londres. Más tarde fue maestro de matemáticas en un colegio de Wimbledon. En 1844 entró en el St John's College de Cambridge, donde en 1848 fue "Senior Wrangler" y ganó el primer Premio Smith y el Premio Brunley. En 1849 comenzó a ganarse la vida como profesor de escuela y tutor privado.
En 1862 fue designado miembro de la Royal Society, y en 1865 de la Mathematical Society de Londres. Ese mismo año se le confió el tratado póstumo de George Boole para que completara la obra, pero finalmente se debió limitar a publicar las notas de Boole como un anexo de la primera edición del libro, debido a lo fragmentario del material que había recibido.
En 1871 recibió el premio Adams y fue elegido para el consejo de la Royal Society, y en 1874 fue nombrado miembro de honor de St.John's. En 1880 comenzó a perder la visión, y poco después sufrió una parálisis.

## Obra
- 1852, Treatise on the Differential Calculus and the Elements of the Integral Calculus
- 1853, Treatise on Analytical Statics
- 1857, Treatise on the Integral Calculus
- 1858, Treatise on Algebra
- 1858, Treatise on Plane Coordinate Geometry
- 1858, Examples of Analytical Geometry of Three Dimensions
- 1859, Plane Trigonometry
- 1859, Spherical Trigonometry
- 1861, History of the Calculus of Variations
- 1861, Theory of Equations
- 1865, History of the Mathematical Theory of Probability from the Time of Pascal to that of Lagrange
- 1867, Mechanics
- 1871, Researches in the Calculus of Variations
- 1873, History of the Mathematical Theories of Attraction and Figure of the Earth from Newton to Laplace
- 1875, Elementary Treatise on Laplace's, Lame's and Bessel's Functions
- 1976, William Whewell, account of his writings and correspondence
- 1877, Natural Philosophy for Beginners
- 1886, The History of the Theory of Elasticity (inacabada, editada y publicada por Karl Pearson)

Todhunter también publicó las soluciones a los problemas de álgebra y trigonometría, además de una larga lista de artículos en revistas científicas.